# 1955-ös női röplabda-Európa-bajnokság
Az 1955-ös női röplabda-Európa-bajnokságnak – amely a negyedik női röplabda-Eb volt – Románia adott otthont 1955. szeptember 15. és szeptember 26. között. A mérkőzéseket Bukarestben rendezték. A tornán 6 csapat vett részt. Az Eb-t Csehszlovákia nyerte, története során harmadszor.

## Lebonyolítás
A 6 csapatot nem sorsolták csoportokba, hanem körmérkőzéseket rendeztek, így alakult ki a torna végeredménye.

## Csoportkör
| 1955. június 15. | Románia              | 3–0 | Magyarország | Bukarest |
| 1955. június 15. | (15–7, 15–13, 15–13) |     |              | Bukarest |

| 1955. június 15. | Szovjetunió          | 3–0 | Bulgária | Bukarest |
| 1955. június 15. | (15–10, 15–6, 15–11) |     |          | Bukarest |

| 1955. június 15. | Csehszlovákia                     | 3–2 | Lengyelország | Bukarest |
| 1955. június 15. | (15–13, 15–4, 14–16, 7–15, 15–11) |     |               | Bukarest |

| 1955. június 17. | Csehszlovákia       | 3–0 | Magyarország | Bukarest |
| 1955. június 17. | (15–5, 15–12, 15–6) |     |              | Bukarest |

| 1955. június 17. | Lengyelország                    | 3–2 | Bulgária | Bukarest |
| 1955. június 17. | (15–9, 8–15, 15–5, 11–15, 15–10) |     |          | Bukarest |

| 1955. június 17. | Szovjetunió         | 3–0 | Románia | Bukarest |
| 1955. június 17. | (15–4, 15–5, 14–13) |     |         | Bukarest |

| 1955. június 19. | Lengyelország        | 3–0 | Magyarország | Bukarest |
| 1955. június 19. | (15–6, 15–12, 15–11) |     |              | Bukarest |

| 1955. június 19. | Románia                            | 3–2 | Bulgária | Bukarest |
| 1955. június 19. | (15–13, 10–15, 10–15, 15–7, 15–11) |     |          | Bukarest |

| 1955. június 19. | Csehszlovákia                   | 3–2 | Szovjetunió | Bukarest |
| 1955. június 19. | (15–9, 8–15, 15–7, 7–15, 15–13) |     |             | Bukarest |

| 1955. június 22. | Csehszlovákia                    | 3–2 | Bulgária | Bukarest |
| 1955. június 22. | (15–5, 7–15, 15–10, 15–17, 15–7) |     |          | Bukarest |

| 1955. június 22. | Szovjetunió         | 3–0 | Magyarország | Bukarest |
| 1955. június 22. | (15–8, 15–11, 15–3) |     |              | Bukarest |

| 1955. június 22. | Lengyelország                     | 3–2 | Románia | Bukarest |
| 1955. június 22. | (9–15, 15–5, 15–13, 15–17, 15–11) |     |         | Bukarest |

| 1955. június 26. | Csehszlovákia        | 3–0 | Románia | Bukarest |
| 1955. június 26. | (15–13, 15–4, 15–13) |     |         | Bukarest |

| 1955. június 26. | Bulgária             | 3–1 | Magyarország | Bukarest |
| 1955. június 26. | (15–10, 15–6, 15–11) |     |              | Bukarest |

| 1955. június 26. | Szovjetunió              | 3–1 | Lengyelország | Bukarest |
| 1955. június 26. | (15–9, 15–5, 9–15, 15–6) |     |               | Bukarest |

| Az 1955-ös női röplabda-Európa-bajnokság győztese |
| ------------------------------------------------- |
| · Csehszlovákia · 1. cím                          |

## Végeredmény
| Helyezés |               |      | Mérkőzések | Mérkőzések | Szettek | Szettek | Szettek | Pontok | Pontok | Pontok |
| Helyezés | Csapat        | Pont | Gy         | V          | Sz+     | Sz–     | SzA     | P+     | P–     | PA     |
| -------- | ------------- | ---- | ---------- | ---------- | ------- | ------- | ------- | ------ | ------ | ------ |
| Arany    | Csehszlovákia | 10   | 5          | 0          | 15      | 6       | 2,5     | 283    | 225    | 1,258  |
| Ezüst    | Szovjetunió   | 9    | 4          | 1          | 14      | 4       | 3,5     | 248    | 166    | 1.494  |
| Bronz    | Lengyelország | 8    | 3          | 2          | 12      | 10      | 1,2     | 272    | 264    | 1.030  |
| 4.       | Románia       | 7    | 2          | 3          | 8       | 11      | 0,727   | 223    | 253    | 0.881  |
| 5.       | Bulgária      | 6    | 1          | 4          | 9       | 13      | 0,692   | 254    | 295    | 0.861  |
| 6.       | Magyarország  | 5    | 0          | 5          | 1       | 15      | 0,066   | 161    | 238    | 0,676  |